# Léon Philippet

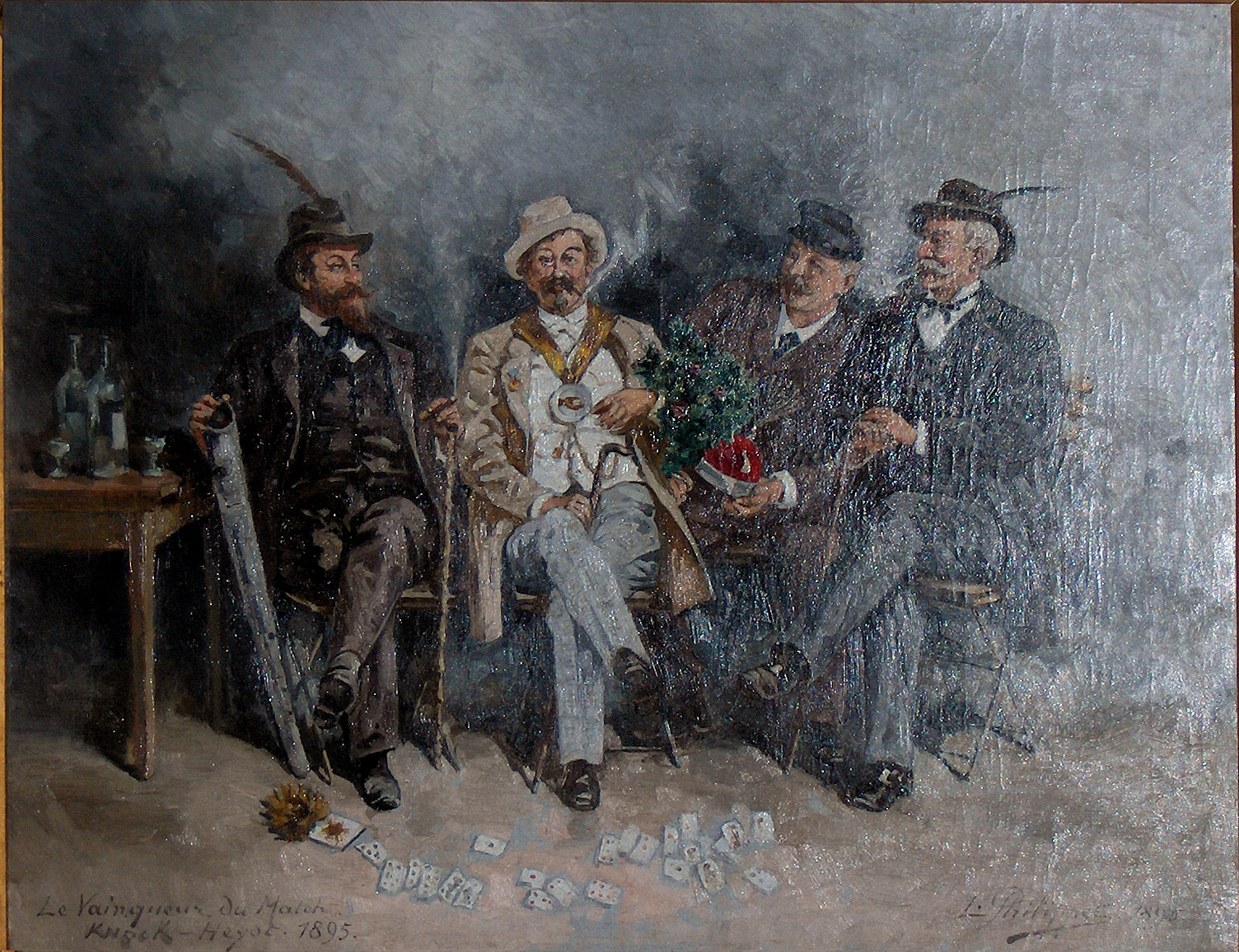
De matchwinnaar, in het gemeentelijk patrimonium Knokke-Heist

Léon Philippet (Luik, 14 juni 1843 – Brussel, november 1906) was een veelzijdig Belgisch kunstschilder, graveur en decorateur, die het meest bekend was van zijn afbeeldingen van het dagelijkse leven in Italië. Hij schreef zich in op dertienjarige leeftijd aan de academie van Luik. Hij studeerde er tot in 1867, met een onderbreking van 1860 tot 1862, Hij behaalde er zeven medailles, waaronder die voor tekenen en schilderen.
In 1866 verkreeg hij een studiebeurs van de stad Luik en vertrok hij om zich te vervolmaken naar Parijs. Hij werd er leerling van de succesvolle schilder William-Adolphe Bouguereau.
Twee jaar later vertrok hij naar Italië met een beurs van de Stichting Lambert Darchis. Hij stichtte er een gezin met Michelina Gismondi en verbleef in Rome van 1868 tot 1887. Hij had er goede contacten met vele Belgische kunstenaars, zoals Rodolphe Wytsman. Hij stichtte in 1877 "Les Ateliers belges", een poging tot oprichting van een Belgische academie op te richten in Rome in navolging van de Académie française in Rome. Hij bleef zeven jaar aan het hoofd van dit atelier.
Vanaf zijn aankomst in Rome brak hij met de traditie om het antieke Rome te bestuderen. Hij werd veeleer geboeid door het dagelijkse leven in de Eeuwige Stad. Hij heeft veel mensen geschilderd in hun omgeving. Deze talrijke genreschilderijen vertegenwoordigen een derde van zijn hele oeuvre. Hij zocht de mensen op in volkse buurten in pittoreske straatjes. Hij gaf deze scènes weer doorspekt met allerhande kleine, soms komische, details. Zijn schilderij L'assassiné (1877) toonde de rauwe realiteit van het leven in Rome. Een lijk met meerdere dolksteken ligt uitgestrekt op straat met ernaast een onverschillige agent en monnik wiens gezicht verscholen zit achter een kap. Deze monnik wacht op een gift van de omstanders zodat er een mis kan opgedragen worden voor de overledene. Een dergelijk schilderij op groot doek (2,4 x 3,53 m) was normaal voorbehouden voor historische taferelen. Het diende duidelijk om de toeschouwers te schokken. Het maakte in elk geval veel ophef, zelfs tot in zijn geboortestad Luik.
Langzamerhand liet hij zijn realistische stijl varen. Vanaf 1880 gebruikte hij als een der eerste Belgische schilders ook een lichter kleurenpalet en werd hiermee een voorloper van het impressionisme in België.
Hij was de voornaamste medewerker aan het reusachtig panorama "De belegering van Rome" (1883). Dit schilderij was 120 m lang en 14 m hoog en was bedoeld voor een rotonde waar de bezoekers het konden zien onder 360° vanuit een centraal platform. Dergelijke panorama's waren in die tijd zeer in de mode. Philippet moest hiervoor nauwkeurige olieverfschilderijen maken die dan door hemzelf en een aantal kunstenaars tienmaal vergroot werden op het panorama. Deze schetsen bevinden zich nu in het Museum voor Schone Kunsten en Ceramiek van Verviers. Het panorama had veel succes en maakte een wereldreis van Milaan naar Turijn, Londen, Brussel, Wenen en vervolgens naar Buenos Aires en Chili. Toen het overgebracht werd van Chili naar Brazilië, brak er aan boord van het schip een ziekte uit. Bij de uitzwaveling van het schip geraakte dit panorama zwaar beschadigd. Er bestaan van dit werk nog elf grote eigentijdse foto's die in 1967 teruggevonden werden in het Museo Centrale del Risorgimento in Rome. Ze gaven zodanig nauwkeurig de gevechten van 3 juni 1849 weer, dat men eerst dacht dat deze foto's op het slagveld genomen waren.
Hij keerde in 1887 terug naar België en vestigde zich in Brussel en Luik. Hij exposeerde in Luik bij de Cercle des Beaux-Arts. Hij legde zich nu meer toe op Ardeense landschappen en zeegezichten. Hij kwam graag naar Heist en schilderde er vissersboten of maakte portretten van de schilders van de Knokse Schilderskolonie, die verbleven aan de Oostkust. Hij maakte ook portretten van politieke figuren, zoals Frère-Orban en Charles Rogier.

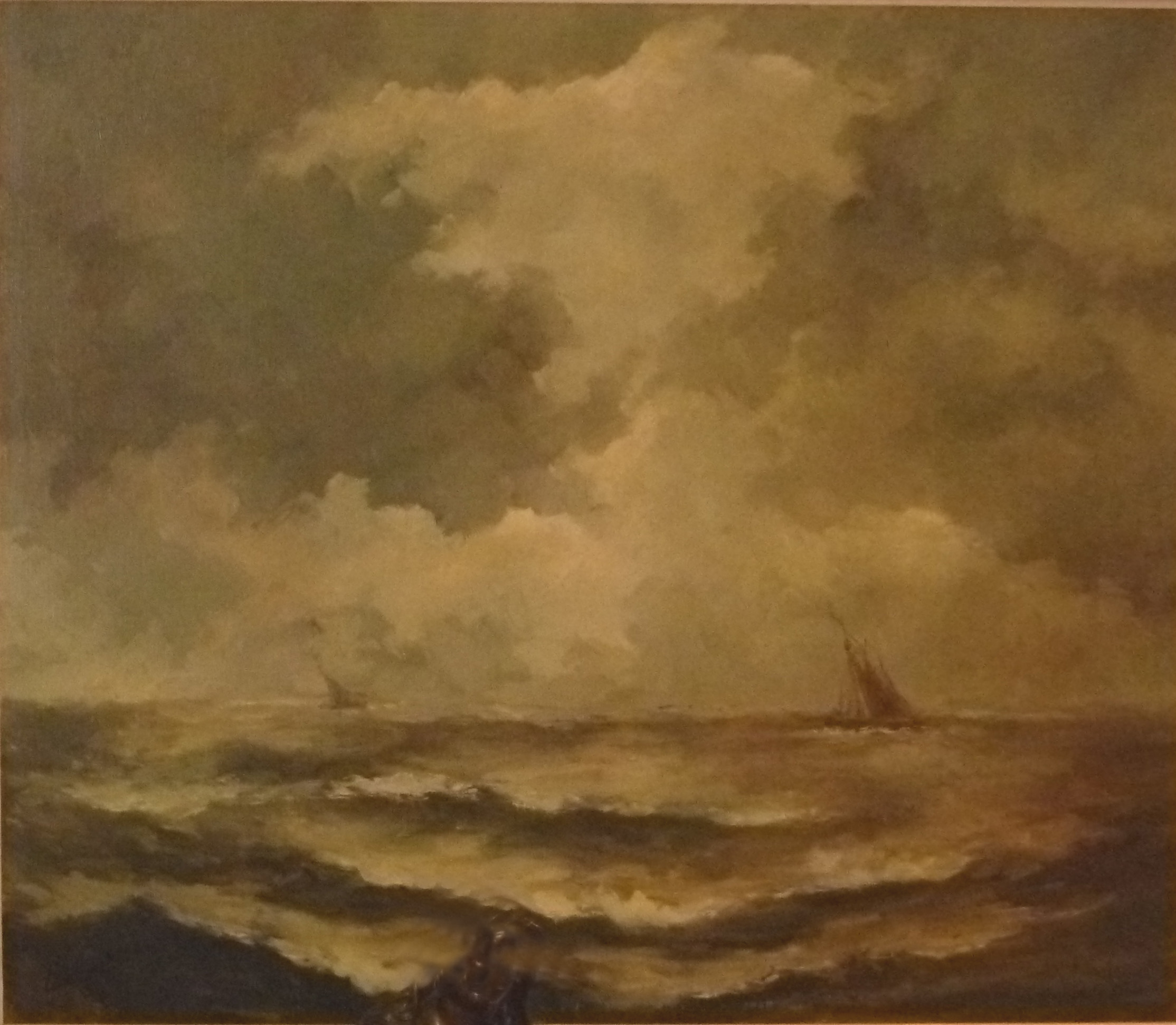
Marine met koffers voor de kust van Heist (privébezit)

Hij maakte vier grote friezen voor de Schaarbeekse Poort in Brussel (gesloopt en vervangen door een metrohalte).
Er werd in Luik een laan naar hem genoemd.

## Musea
- Prentenkabinet, Luik
- Musée de l'Art wallon, Luik
- Musée des Beaux-Arts, Doornik
- K.M.S.K., Antwerpen
- Koninklijke Musea voor Schone Kunsten van België, Brussel
- Gemeentelijke verzameling, Seraing
- Museum voor Schone Kunsten en Ceramiek, Verviers
- Rome
- Gemeentelijk patrimonium en Sincfala museum, Knokke-Heist